# Baseado

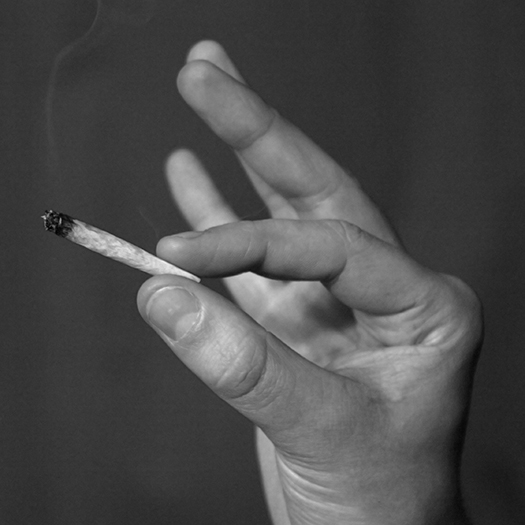
Um beque queimando

Um baseado (português brasileiro) ou charro (português europeu) é um cigarro de maconha (Cannabis). Pode ser preparado fazendo-se uso de papel de cigarro desenvolvido especificamente para esse fim, mas também pode ser enrolado em papel de pão, papel de seda, folhas orgânicas de algumas plantas ou qualquer outro invólucro comburente, como o próprio papel de cigarros. São ainda utilizados para produzir beques papéis especialmente comercializados com esse fim, provenientes de uma ampla variedade de materiais, incluindo o arroz, o cânhamo e o linho. Geralmente artesanais e caseiros, devido ao status de ilegalidade da comercialização da cannabis na maioria dos países do mundo, os baseados podem variar de tamanho (grossura e comprimento), embora um baseado ou beque médio contenha usualmente entre 0,25 e 1 grama de peso de cannabis (dependendo de se o tabaco é ou não utilizado no processo de laminagem).

## Outros nomes, grafias e etimologia
Os baseados também são conhecidos no Brasil como beque. Há registros no Brasil ainda dos nomes fino, cigarrito del diablo, banza, bagana, cano do diabo, ganja, browne, balão, boldo ou brenfa[carece de fontes?]
"Baseado" é presumidamente de origem cariri. Com efeito, badzé significava lá "fumo" ou referia-se então a um dos deuses dos cariris, que era celebrado por meio do uso do tabaco. Esse nome deu origem também à palavra portuguesa "bazé". Portanto, uma possível definição de "baseado" seria "cigarro que contém Bazé" (ou que o tem como base).

### Nomes populares em outros idiomas
O termo mais comum internacionalmente para um baseado ou beque é joint, usado tanto nos países de língua inglesa (onde se pronunciam djóint) quando nos países de língua francesa (onde se pronunciam juã ). A palavra joint vem da própria palavra francesa (e, por extensão, do latim) para "juntar", referente ao fato de o baseado ou beque precisar ser "juntado" - isto é, enrolado (ou, na gíria dos fumantes, "bolado") - pelo próprio consumidor.
Além do nome joint, de longe o mais usado no mundo inteiro para beque ou baseado, na Europa e em muitos países que eram antigas colônias do Reino Unido - e mais recentemente também nos Estados Unidos e no Canadá -, os baseados que também contêm tabaco vêm sendo chamados de spliffs, e com frequência são preparados com a ajuda de um cartão. Também é possível incluir, na elaboração dos beques, filtros, chamados de piteiras, para facilitar que sejam fumados até a ponta.
O termo spliff, porém, por vezes é usado para definir não apenas os cigarros de maconha, mas também os de tabaco. Na Jamaica e em outros países do Caribe, um spliff em geral não significa necessariamente um cigarro de maconha, e sim um cigarro normal, de tabaco.
Na Espanha, em especial na região de Barcelona, o termo mais usado é porro.
Na Índia e em países a sua volta, o termo espanhol/hispânico charro também tem ganho difusão como sinônimo de beque.
No México, pode ser chamado de zorrilluda em Zacatecas, Sinsemilla em Michoacan, ou Lima, em Oaxaca, cocô de macaco, em Chiapas, pelirrojo na região do Pacífico, etc.

## Descrição
Os baseados consistem basicamente da própria cannabis (maconha) seca, enrolada dentro de um cilindro de papel, que pode ser enrolado com a mão ou por uma máquina especializada em enrolar. Quando fumado até o final, é difícil de segurar e é chamado de baga ou ponta. A ponta muitas vezes possui uma quantidade apreciável de THC a partir da resina acumulada. A ponta pode ser consumida com as unhas, piteira, pinças, ou pode ser fumada inserindo-a em um cachimbo.
Anualmente existem em curso dezenas de milhares de estudos, em todo o mundo, sob a segurança e os efeitos do uso da maconha, geralmente fumada em forma de baseados ou beques artesanais e caseiros, devido ao status ilegal da cannabis na maioria dos países do mundo (apesar de ser crescente o número  de países e casos em que o consumo da cannabis vem sendo legalizado ou no mínimo descriminalizado).

## Preparo
Para um preparo preciso e seguro, é necessário um certo tipo de conhecimento ou técnica. É preciso, por exemplo, saber dechavar (ou esmurrugar) corretamente o fumo. Isso se faz, geralmente, por meio do uso de um dechavador, pequeno aparelho especialmente para esse fim
É necessário ademais saber distribuir corretamente a maconha dechavada na seda, e apertar o beque com cautela, pois, caso se aperte muito, o fluxo de fumaça não avançará (pois é necessário oxigênio - ar - para que ocorra a combustão dentro do beque) e, caso não se aperte o suficiente, estar-se-á diante do efeito denominado pastel ou pamonha, em que a queima ocorre incorretamente. Todas essas habilidades podem ser aperfeiçoadas com a prática. Existem vários tutoriais na Internet sobre estilos de enrolar mais comuns. Vários aspectos no conjunto do preparo pode ter um efeito sobre o produto final: a espessura da seda, o preparo (dechavamento) da cannabis, a utilização de um filtro, e a quantidade e qualidade da cannabis.